# Sgt. Pepper’s Lonely Hearts Club Band (Reprise)
Sgt. Pepper’s Lonely Hearts Club Band (Reprise) ist ein Lied der Beatles, das am 1. Juni 1967 als zwölfter Titel auf der LP Sgt. Pepper’s Lonely Hearts Club Band veröffentlicht wurde. Als Copyright-Inhaber sind Lennon/McCartney angegeben.

## Aufnahme
Das Stück wurde am 1. April 1967 in den Londoner Abbey Road Studios (Studio 1) mit dem Produzenten George Martin aufgenommen. Geoff Emerick war der Toningenieur der Aufnahmen.
In der Abschlussphase zum Sgt. Pepper-Album griffen die Beatles den Vorschlag von Neil Aspinall auf, sich in einer Reprise von ihrem Publikum zu verabschieden. Um den Effekt einer Liveaufnahme zu verstärken, fügten sie Publikumsgeräusche in den Hintergrund ein, ähnlich wie am Beginn des Albums. Die Basisspur wurde in einem Durchlauf von neun Takes an einem Tag eingespielt. Alle Beatles singen gemeinsam.
Die Reprise wurde vor A Day in the Life eingefügt, weil alle der Meinung waren, dass dieses Stück zu mächtig sei und besonderen Platz am Ende des Albums brauche.
Es wurde eine Monoabmischung am 1. April 1967 und eine Stereoabmischung am 20. April hergestellt. Am Anfang der Monoversion sind vier Extra-Schlagzeugschläge zu hören und die Publikumsgeräusche unterscheiden sich im Vergleich zur gängigen Stereoversion.
Besetzung:
- John Lennon: Rhythmusgitarre, Hintergrundgesang
- Paul McCartney: Bass, Hammondorgel, Gesang
- George Harrison: Leadgitarre, Hintergrundgesang
- Ringo Starr: Schlagzeug, Tamburin, Maracas, Hintergrundgesang

## Veröffentlichung
- Am 30. Mai 1967 erschien in Deutschland das 12. Beatles-Album Sgt. Pepper’s Lonely Hearts Club Band, auf dem Sgt. Pepper’s Lonely Hearts Club Band (Reprise) enthalten ist. In Großbritannien wurde das Album am 26. Mai veröffentlicht, dort war es das neunte Beatles-Album. In den USA erschien das Album sechs Tage später, am 1. Juni, dort war es das 14. Album der Beatles.
- Am 13. März 1996 wurde auf dem Kompilationsalbum Anthology 2 veröffentlicht, auf dem sich Aufnahme-Take 5 befindet, hierbei handelt sich um eine frühere Version mit einem deutlich anderen Gesangsstil von Paul McCartney als die veröffentlichte Album-Version.
- Am 26. Mai 2017 erschien die 50-jährige Jubiläumsausgabe des von Giles Martin und Sam Okell neuabgemischten Albums Sgt. Pepper’s Lonely Hearts Club Band (Super Deluxe Box), auf dieser befinden sich, neben der Monoversion, die bisher unveröffentlichte Version (Speech And Take 8) von Sgt. Pepper’s Lonely Hearts Club Band (Reprise).